# نصرت بوتو
نصرت بوتو (بالكردية: نوسره‌ت بوتو)‏؛ (بالسندية: نصرت ڀٽو)‏؛ (بالأردوية: نصرت بھٹو)‏، (23 مارس 1929 - 23 أكتوبر 2011) شخصية عامة باكستانية إيرانية كردية، وزوجة رئيس وزراء باكستان ذو الفقار علي بوتو بين عام 1971 حتى انقلاب 1977، وعضو بارز في الحكومة الفيدرالية بين عامي 1988 و1990.
ولدت في أصفهان لعائلة من أصل كردي، واستقرت في مومباي قبل الانتقال إلى كراتشي بعد تقسيم الهند. وانضمت إلى قوة نسائية شبه عسكرية في عام 1950، لكنها تركت المنظمة بعد عام من تزوجها ذو الفقار علي بوتو . انتقلت إلى أوكسفوردشاير مع زوجها الذي كان يواصل دراسته القانونية. ثم عادت إلى باكستان إلى جانب بوتو، وعملت كوزيرة للخارجية. بعد أن أسس زوجها حزب الشعب الباكستاني عملت في قيادة الجناح النسائي للحزب.
بعد انتخاب بوتو رئيسًَا للوزراء عام 1971 أصبحت السيدة الأولى لباكستان، وظلت كذلك حتى إزاحة زوجها عام 1977. وخلفت زوجها على الفور كزعيمة لحزب الشعب، وخاضت أثناء الإقامة الجبرية معركة قانونية فاشلة لمنع إعدام زوجها. وبعد إعدام بوتو ذهبت مع أطفالها إلى المنفى إلى لندن، حيث شاركت في عام 1981 في تأسيس حركة استعادة الديمقراطية، وهي المعارضة السلمية لنظام ضياء الحق.
عادت أصفهاني إلى باكستان في عام 1988 ، بصفتها القائدة الوطنية للحزب التي قامت بحملتها لانتخاب ابنتها بينظير لرئاسة الوزراء . بعد فوز حزب الشعب عام 1988 ، انضمت إلى حكومة بينظير كوزيرة بدون حقيبة بينما كانت تمثل مقاطعة لاركانا في الجمعية الوطنية . وظلت في مجلس الوزراء حتى تم إقالة حكومة بينظير عام 1990. بعد ذلك، خلال نزاع عائلي بين ابنها مرتضى ، وابنتها بينظير ، فضلت أصفهاني أن يقوم مرتضى بقيادة بنازير لإقالة أصفهاني كقائدة للحزب. توقفت أصفهاني عن التحدث إلى وسائل الإعلام وامتنعت عن الارتباطات السياسية بعد اغتيال ابنها مرتضى في عام 1996 أثناء مواجهة للشرطة، خلال حكومة ابنتها الثانية.
انتقلت إلى دبي عام 1996، وعانت من مرض آلزهايمر، وبقيت بعيداً عن أنظار الجمهور؛ حتى تصدرت عناوين الصحف في 23 أكتوبر 2011 عندما توفيت.